# Romain Édouard
Romain Édouard (* 28. November 1990 in Poitiers) ist ein französischer Schach-Großmeister.

## Leben
Édouard siegte oder belegte vordere Plätze in mehreren Turnieren: 1. Platz bei der U16-Jugendeuropameisterschaft in Herceg Novi (2006), 2. Platz bei der U18-Jugendweltmeisterschaft in Kemer (2007), 2. Platz bei der U18-Jugendeuropameisterschaft in Šibenik (2007) und 1. Platz beim Rapid-Turnier Circuit Espoirts in Lyon (2008).
Im August 2012 wurde Édouard in Pau zusammen mit Christian Bauer, Étienne Bacrot und Maxime Vachier-Lagrave französischer Meister. Das Turnier wurde vor der letzten Runde wegen des Todes von Bauers vier Monate altem Kind abgebrochen, der französische Schachverband vergab den Titel an die vier zu diesem Zeitpunkt führenden Spieler.
Im April 2014 gewann er das 16. Dubai Open mit 8 Punkten aus 9 Partien.
Seit 2009 trägt er den Großmeister-Titel. 2009 gewann er das Schachfestival Bad Wörishofen vor Wladimir Jepischin und Sebastian Bogner.

## Nationalmannschaft
Édouard nahm mit der französischen Nationalmannschaft an den Schacholympiaden 2010, 2012, 2014, 2016 und 2018 sowie den Mannschaftseuropameisterschaften 2009, 2013, 2017 und 2019 teil. 2013 erreichte Frankreich den zweiten Platz, gleichzeitig gewann Édouard die Einzelwertung am dritten Brett.

## Vereine

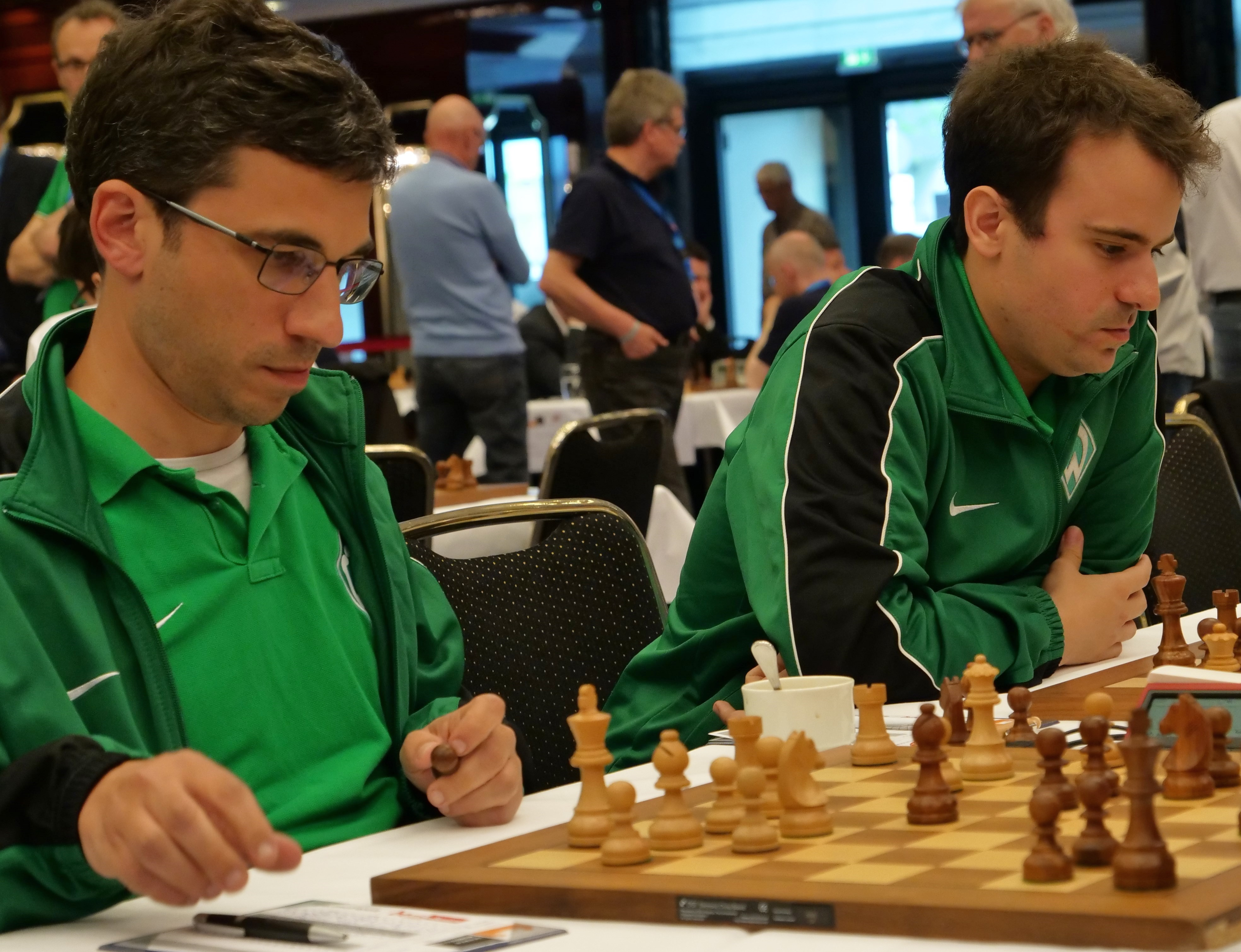
Mit Laurent Fressinet (li.) für Bremen in der Bundesliga-Endrunde 2018 in Berlin

In der französischen Mannschaftsmeisterschaft spielte Édouard in der Saison 2004/05 bei Sautron, in der Saison 2005/06 bei Montpellier, von 2006 bis 2009 für Clichy-Echecs-92, mit dem er 2007 und 2008 französischer Mannschaftsmeister wurde und 2008 am European Club Cup teilnahm, von 2009 bis 2013 bei L’Echiquier Chalonnais, mit dem er 2010 Meister wurde; seit der Saison 2013/14 spielt er bei Bischwiller, mit denen er 2015, 2018 und 2019 französischer Mannschaftsmeister wurde.
In der deutschen Schachbundesliga spielte er von 2008 bis 2011 für die Schachgesellschaft Solingen, in der Saison 2011/12 und erneut seit der Saison 2013/14 für den SV Werder Bremen. In der Schweizer Nationalliga A spielte er 2010 für den Schachklub Luzern, seitdem für den Club d’Echecs de Genève, mit dem er 2012, 2015 und 2019 Meister wurde. Mit dem Club d’Echecs de Genève nahm er 2012 auch am European Club Cup teil und erreichte das beste Ergebnis am ersten Brett.
In der britischen Four Nations Chess League spielt Édouard seit 2011 für das Team von Guildford A&DC, mit dem er 2013, 2014, 2015, 2016, 2017, 2018 und 2019 Mannschaftsmeister wurde.
In Belgien spielte Édouard von 2009 bis 2013 für die Schachfreunde Wirtzfeld, mit denen er 2013 belgischer Mannschaftsmeister wurde, in der Saison 2014/15 spielte er für den Meister L’Echiquier Amaytois und seit der Saison 2015/16 für den Koninklijke Gentse Schaakkring Ruy Lopez, mit dem er 2016 ebenfalls den Titel gewann sowie 2016 und 2018 am European Club Cup teilnahm. In Luxemburg spielte er in der Saison 2009/10 für Le Cavalier Differdange und von 2010 bis 2012 für De Sprénger Echternach, mit dem er 2011 Meister wurde. In Spanien spielt er seit 2010 für Sestao XT, mit denen er 2012, 2013, 2016, 2017 und 2018 spanischer Mannschaftsmeister wurde sowie 2014 am European Club Cup teilnahm.